# ICBC

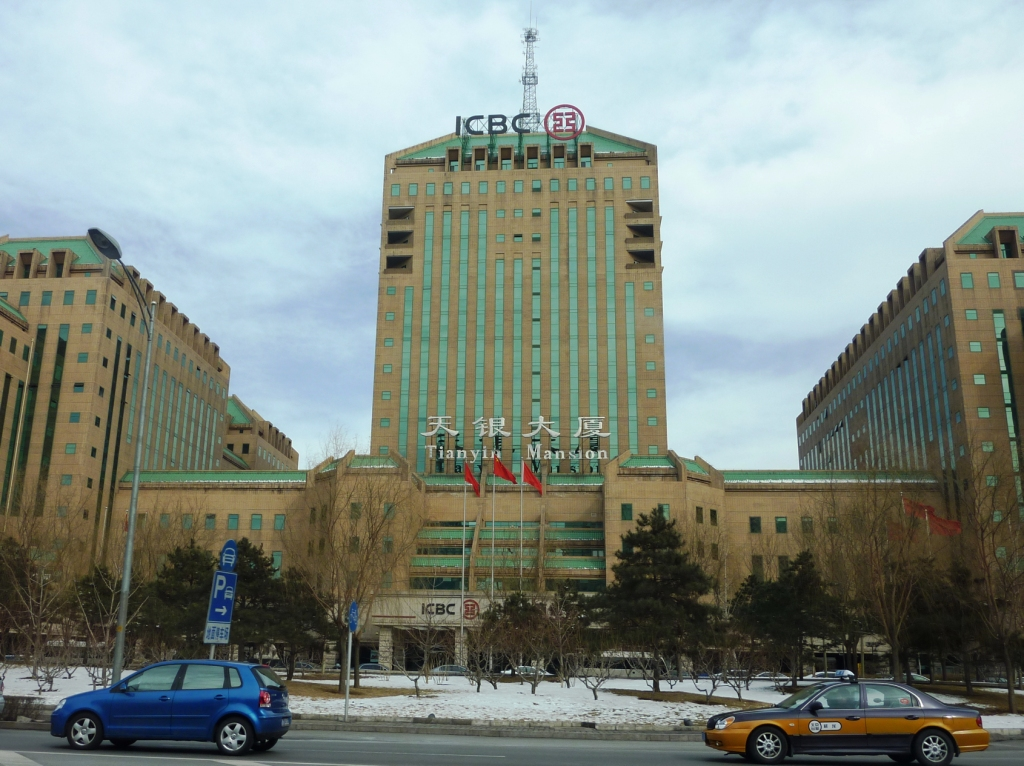
Business Center en Tianjin.

El Banco Industrial y Comercial de China limitado (ICBC; en chino simplificado: 中国工商银行; en chino tradicional: 中國工商銀行股份有限公司; en pinyin: Zhōngguó Gōngshāng Yínháng, comúnmente 工行 Gōngháng; en inglés: Industrial and Commercial Bank of China Ltd.) es el banco más grande de China y el mayor banco del mundo por capitalización de mercado. Es uno de los "Cuatro Grandes" bancos comerciales de propiedad estatal (los otros tres son el Banco de China, el Banco Agrícola de China, y el Banco de Construcción de China). Es el banco más grande del mundo en términos de valor de mercado, el banco más grande del mundo por depósitos, y el banco más rentable del mundo.
Fue fundado como una sociedad anónima el 1 de enero de 1984. Tiene más de 18.000 puntos de venta incluyendo 106 sucursales en el extranjero, 2,5 millones de clientes corporativos y 150 millones de clientes individuales. En julio de 2007, con una capitalización de mercado de 254.000 millones de dólares, se convirtió en el banco más valioso después de un aumento de precio de sus acciones, superando a Citigroup.
Jiang Jianqing es el actual Presidente y Director Ejecutivo, y Yang Kaisheng el vicepresidente.

## Historia

### 2005
Las operaciones del banco en Pekín figuran bajo el nombre de ICBC Asia. Adquirió la filial de Hong Kong de Fortis y la renombró bajo su propio nombre el 10 de octubre de 2005.

### 2006
En el período previo a su planeada oferta pública de venta, el 28 de abril de 2006, tres "inversores estratégicos" inyectaron 3.700 millones de dólares en el ICBC:
- Goldman Sachs compró una participación del 5,75% por 2600 millones de dólares, la mayor suma que Goldman Sachs ha invertido.[7]
- Dresdner Bank (una filial de Commerzbank) invirtió mil millones de dólares.[8]
- American Express invirtió 200 millones de dólares.[8]

#### OPV más grande del mundo
ICBC fue simultáneamente listada en la Bolsa de Hong Kong y en la Bolsa de Shanghái el 27 de octubre de 2006. Es la OPV más grande del mundo hasta la fecha, superando el récord anterior de 18.400 millones de dólares por la japonesa NTT docomo en 1998. Fue la primera compañía en debutar simultáneamente en ambas bolsas.

### 2008
En agosto del 2008, el ICBC se convirtió en el segundo banco de China desde 1991 en obtener la aprobación federal para establecer una sucursal en Nueva York.
El ICBC reforzó su posición como el mayor banco del mundo por valor de mercado y se convirtió en el banco más rentable del mundo.

### 2011
En enero de 2011 ICBC abre su primera oficina en España, donde ofrece sus servicios de banca minorista tanto a las empresas españolas que deseen abrirse camino en China como a sus ciudadanos que viven en España.

### 2012
En noviembre, ICBC adquirió por 600 millones de dólares el 80% de las acciones de Standard Bank Argentina y, seis meses después, se realizó el cambio en las 103 sucursales que tenía el banco sudamericano en el país. Es la mayor operación de un banco chino en América Latina. En la Argentina, el banco posee 1.000.000 de clientes individuales, 30.000 empresas de todos los rubros y más de 1600 empresas corporativas.

### 2013-2023
En 2014, ICBC era la empresa más grande del mundo según la lista Forbes Global 2000, con unos ingresos que alcanzaron los 148,7 mil millones de dólares y unos beneficios de 42,7 mil millones de dólares. El 24 de septiembre de 2014, la sucursal de ICBC Kuwait abrió oficialmente en la ciudad de Kuwait como el primer y actualmente el único banco chino en Kuwait. Mientras tanto, también es la cuarta sucursal de ICBC en Medio Oriente, después de las sucursales en Dubai, Abu Dhabi y Doha. El 25 de mayo de 2015, la Compañía reforzó aún más su presencia en Medio Oriente y Europa al comprar TekstilBank de Turquía y formar su filial ICBC Turquía.
ICBC Financial Services, la unidad de corretaje del banco, proporcionó alrededor de 88.000 millones de dólares en financiación de repos a finales de 2015, frente a los 59.000 millones de dólares de hace dos años, según documentos regulatorios. Las cifras son antes de acuerdos de compensación que pueden utilizarse para reducir los activos y pasivos generales. Casi todo el financiamiento de repos que proporciona el ICBC es en bonos del gobierno estadounidense.
ICBC lanzó el servicio de robo-advisor para sus operaciones de gestión patrimonial en 2017.
Hasta abril de 2019, ICBC había prestado 100 mil millones de dólares para proyectos de la Iniciativa de la Franja y la Ruta.: 143   En los países participantes de la Iniciativa (BRI en inglés, Belt and Road Initiative), ICBC tiene 124 sucursales.: 143–144 
En noviembre de 2023, el banco fue objeto de un ataque de ransomware que impidió la compensación de determinadas operaciones. El ataque fue contra la unidad estadounidense de ICBC, que en ese momento era considerada el mayor prestamista del mundo por activos, según informó Bloomberg. El banco fue pirateado por LockBit, un grupo de ransomware descrito por Bloomberg como "una banda criminal con vínculos con Rusia". El ataque contra el ICBC tuvo como resultado que el banco no pudiera liquidar un gran número de operaciones del Tesoro estadounidense durante el día siguiente y obligó a otros a redirigir órdenes, alterando las operaciones normales. Lockbit finalmente afirmó que el banco pagó el rescate, declaración que Reuters no pudo verificar.

## Política ambiental
En 2008, ICBC fue el primer banco chino en adoptar los Principios de Ecuador, un conjunto internacional de estándares sociales y ambientales para instituciones financieras lanzado en 2003.  También ha adoptado la Política de Crédito Verde lanzada en 2007 por el Ministerio de Protección Ambiental de China. Grupos ambientalistas internacionales han criticado al ICBC por no cumplir con sus estándares sociales ambientales y por ser hipócrita, porque el ICBC está involucrado en la financiación del controvertido Embalse de Gilgel Gibe III en Etiopía.
El ICBC se encuentra entre otros bancos estatales que recibirán la aprobación regulatoria para un fondo verde respaldado por el Estado por valor de 13.600 millones de dólares (88.500 millones de yuanes) en 2021. El ICBC y el Banco de China financiarán proyectos respetuosos con el medio ambiente a lo largo del río Yangtsé invirtiendo 8.000 millones de yuanes cada uno en el Fondo Nacional de Desarrollo Verde.

## Controversias
En 2005, el gobierno chino detuvo a varios funcionarios del gobierno, además de los banqueros con respecto a la acusación de un esquema para tomar ilegalmente 900 millones de dólares de ICBC.
En noviembre de 2015, ICBC Standard Bank, una filial extranjera adquirida en febrero de ese año, acordó pagar una multa de un máximo de 40 millones de dólares a las autoridades británicas.
En 2016, la Guardia Civil registró la sede del ICBC en Madrid por blanquear el dinero de varias organizaciones criminales chinas. La unidad detuvo a cinco ejecutivos de la entidad, entre ellos, el director de la sucursal, quienes fueron condenados en 2020 por la Audiencia Nacional.
En 2018, la Reserva Federal de Estados Unidos había encontrado "graves deficiencias" del banco, sobre, protecciones contra el blanqueo de capitales.
El 12 de agosto de 2021, un ex alto cargo bancario del Banco Industrial y Comercial de China, Gu Guoming, fue condenado a cadena perpetua por las autoridades chinas, tras ser declarado culpable de soborno.